# American Bankers Association
American Bankers Association (ABA) är en amerikansk branschorganisation tillika intresseorganisation som representerar olika typer av banker i USA, från små lokala till stora multinationella bankjättar. Medlemmarna representerar till stora delar den totala inhemska bankindustrin, som är värd nästan 17 biljoner amerikanska dollar, och sysselsätter fler än två miljoner anställda. Sedan 1998 har de satsat 170 miljoner dollar på lobbying, där toppnoteringen var 2015 med 12,74 miljoner medan den lägsta var 2001 med bara 2,8 miljoner.

## Historik
Branschorganisationen har sitt ursprung från depressionen 1873–1879 när den Saint Louis-baserade bankiren James Howenstein fick finansiella svårigheter, när det visade sig att han hade för lite likvida medel mot de insättningar han hade och där fanns en risk att dessa kunde begäras ut på grund av finanskrisen. I sista stund kom hans clearinghouse till undsättning och bistod med de nödvändiga likvida medlen så han inte behövde stänga igen. Howenstein var också i ständig kontakt med andra bankirer i andra delar av USA för att förmedla information om den pågående finanskrisen och där han möttes ständigt av dåliga nyheter där andra bankirer tvingades stänga igen. En dag år 1875 var Howenstein och en annan bankir Edward Breck ute och spatserade i Saint Louis och fick se en skara kvinnor som hade samlat sig och diskuterade kvinnlig rösträtt. De båda blev imponerade och började diskutera med varandra om varför kvinnor kan gå ihop och prata om sina problem och rättigheter men bankirerna inte kan organisera sig och kräva förbättringar? Den 24 maj höll Howenstein och 17 andra bankirer ett sammanträde i New York, New York om att grunda en branschorganisation inom banksektorn. Man beslutade att första sammanträdet skulle äga rum den 20 juli i Saratoga Springs, New York. 350 banker från 32 delstater och territorier anslöt sig omedelbart och huvudkontoret blev placerat i New York, New York. I slutet av 1800-talet hade banker oerhörda problem med bankrån och bedrägerier, vilket gjorde att ABA slöt ett avtal med Pinkerton National Detective Agency. Detta var ett lyckat drag av branschorganisationen eftersom medlemsantalet sköt i höjden på grund av att banker kunde få beskydd från Pinkerton för en billig peng via sin medlemsavgift. 1898 hade medlemsantalet stigit till 3 350 banker över hela USA. 1971 flyttades huvudkontoret till Washington, D.C. i syfte att kunna lobba beslutsfattarna än mer än vad man har gjort tidigare. I december 2007 fusionerades ABA med America's Community Bankers för att bilda USA:s största branschorganisation inom inhemsk finansmarknad.